# Mara (kommun i Spanien, Aragonien, Provincia de Zaragoza, lat 41,28, long -1,52)
Mara är en kommun i Spanien.   Den ligger i provinsen Provincia de Zaragoza och regionen Aragonien, i den nordöstra delen av landet, 210 km nordost om huvudstaden Madrid. Antalet invånare är 190.